# Antonio Moroni
Monsignor Antonio Moroni (Felino, 14 giugno 1925 – Parma, 18 agosto 2014) è stato un presbitero ed ecologo italiano.
Diede un forte impulso allo sviluppo dell'ecologia come disciplina accademica e alla diffusione della cultura ambientale a livello nazionale e internazionale. Viene inoltre ricordato come uno dei padri dello scautismo cattolico parmense.

## Biografia

### Gli studi e l'ordinazione sacerdotale
Diplomatosi al liceo classico “G.D. Romagnosi” di Parma, entrò in Seminario a Parma nel 1944 e, compiuti gli studi teologici, venne ordinato sacerdote in Cattedrale dal Vescovo Mons. Evasio Colli il 29 giugno 1948. Iscrittosi con il sostegno della famiglia all'Università di Parma, venne indirizzato dal Vescovo a frequentare la facoltà di Scienze Naturali, dove si laureò il 19 luglio 1955 in Scienze Biologiche. Colli lo spronò ad intraprendere l'insegnamento universitario, assegnandogli contestualmente la cura dello scautismo parmense, di cui fu Assistente Ecclesiastico provinciale dal 1955 al 1969, e l'insegnamento della religione presso l'Istituto La Salle e le Scuole Magistrali (1953-1955), nonché quello di chimica e scienze naturali al Liceo del Seminario Vescovile di Parma.

### Lo scautismo
Durante il suo servizio diede un forte contributo allo sviluppo del Movimento Scout Cattolico di Parma, impegnandosi anche a livello nazionale, per la formazione dei sacerdoti guidando numerosi campi scuola, alla definizione della metodologia del Noviziato (prima fase della Branca Rover) e come Consigliere generale dell'ASCI, eletto nel 1967. Parallelamente prestava il suo servizio sacerdotale presso la chiesa di Sant'Antonio Abate a Parma. Il suo rapporto con lo scautismo, tuttavia, mai si interruppe e proseguì, nel campo specifico legato all'ecologia. Significativo fu il suo ruolo, con Franco La Ferla ed Enver Bardulla, alla nascita della Pattuglia Nazionale Ambiente dell'AGESCI, attiva dal 1980 al 1996 a Parma.

### L'attività scientifica e accademica
Dopo un periodo da assistente presso l'Università di Lovanio, la sua attività accademica si svolse interamente presso l'Università di Parma. Nel 1964 assunse la Libera Docenza in idrobiologia; nel 1967 fu nominato Professore Associato di Ecologia animale; nel 1974 divenne Professore Straordinario e nel 1978 Professore Ordinario di Ecologia. Nel 1997, dopo trent'anni di insegnamento, l'Università di Parma lo nominò Professore Emerito di Ecologia.
Grazie al suo lavoro, riconosciuto da tutti gli studiosi come un punto di svolta nell'attenzione alle tematiche ambientali, Parma divenne un riferimento nazionale e internazionale per lo studio dell'ambiente. La sua attività scientifica, imperniata essenzialmente sui tre indirizzi di Ecologia delle acque interne, Ecologia umana ed Educazione ambientale, permise lo sviluppo in ambito nazionale e internazionale della ricerca ecologica e della cultura dell'ecosostenibilità. Ancora oggi il corso di laurea in Ecologia e conservazione ambientale del Dipartimento di Bioscienze dell'Università di Parma porta il suo nome.

### L'impegno per l'ambiente
Nel 1977 fece parte della Commissione Italiana UNESCO in preparazione della Conferenza Intergovernativa di Tbilisi (Georgia) e prese parte, negli anni successivi, a numerose altre commissioni nazionali e a delegazioni italiane in sede internazionale.
Nel 1979 fu tra i fondatori della SITE – Società Italiana di Ecologia, di cui fu anche presidente (1982-2000). Fu autorevole membro dell'Accademia Nazionale delle Scienze (detta dei XL), dell'Accademia Italiana di Scienze Forestali, dell'Accademia dei Concordi di Rovigo e della New York Academy of Sciences. Nel 1975 diede vita al CIREA – Centro Italiano di Ricerca ed Educazione Ambientale – che diresse fino al 2000. Nel 1976 fu tra i fondatori del Centro Studi per la Val Baganza e nel 1979 promosse il primo censimento delle Maestà sull'Appenino Parmense. Forte fu il suo impegno per la difesa dell'ambiente parmense, sia in occasione del paventato ampliamento della raffineria di Fornovo (che porterà alla creazione del Parco regionale del Taro) sia contro la speculazione edilizia dei Boschi di Carrega, che porterà alla nascita dell'omonimo Parco Regionale.
Nel 1990 venne insignito della Medaglia d'Oro della città di Parma dall'Amministrazione Comunale in occasione del Premio Sant'Ilario con la seguente motivazione: “Docente di Ecologia e direttore dell'Istituto di Ecologia e del Centro Italiano di Ricerca ed Educazione Ambientale dell'Università di Parma, ha svolto la sua attività nel campo ambientale in tre settori di interesse: nella promozione dell'ecologia come disciplina scientifica, operando per il trasferimento al settore della formazione delle conoscenze innovative acquisite ed adoperandosi per la creazione di una cultura ambientale da diffondere attraverso professionalità di alto livello”.
L'8 giugno 2011 il CEA – Centro di Etica Ambientale della Diocesi di Parma – gli assegnò il premio “Fonti della vita” “quale primo a fondare una facoltà di ecologia in Italia, facendo diventare Parma un riferimento nazionale e internazionale per lo studio dell'ambiente”. Il 19 novembre 2012 il Ministro dell'Ambiente Corrado Clini gli conferì la medaglia d'oro al “merito ambientale”.

### Gli ultimi anni

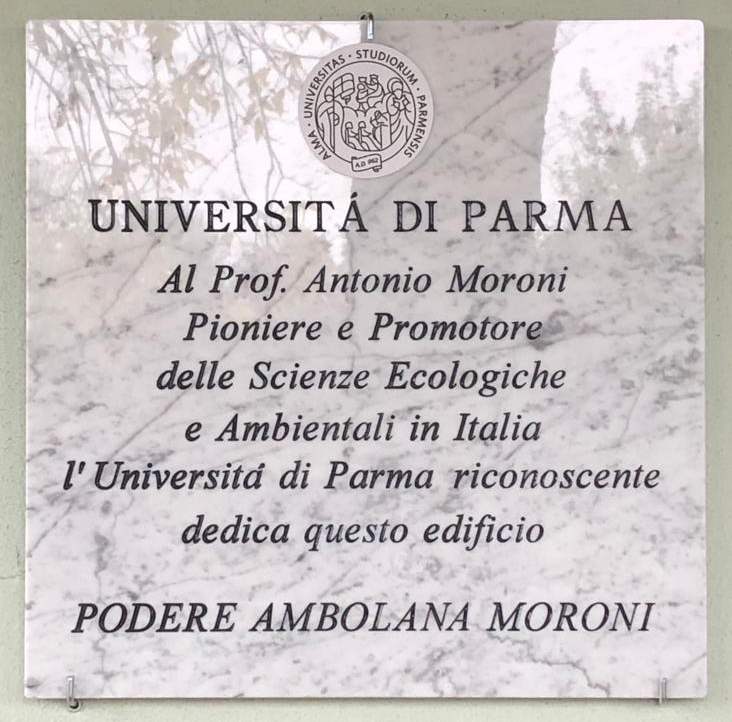
Targa commemorativa della Cascina Ambolana

Terminati gli incarichi accademici nel 2000, continuò a dedicarsi allo studio che con passione lo accompagnò quotidianamente. Nominato Canonico Onorario della Basilica Cattedrale già l'11 maggio 1980, vi svolse dal 2000 fino al 2014 il servizio delle confessioni e la celebrazione della S. Messa la domenica sera nella cripta. Fu anche, negli stessi anni, cappellano presso la Casa di Cura Città di Parma. Ritiratosi per motivi di salute presso la casa del clero “Villa Sant'Ilario” di Porporano il 1 luglio 2014, vi rimase fino alla morte. Le esequie furono celebrate in Cattedrale dal Vescovo Mons. Enrico Solmi il 20 agosto 2014. Le sue spoglie riposano nel cimitero di Felino e le sue carte e pubblicazioni sono conservate presso l'Archivio Storico Comunale di quel Comune.
Il 30 ottobre 2023 l'Università degli Studi di Parma gli intitolò una strada del Campus Universitario “Parco delle Scienze” e la Cascina Ambolana, l'edificio che ancora oggi ospita la sede del CIREA.